# Roemeense Vereniging

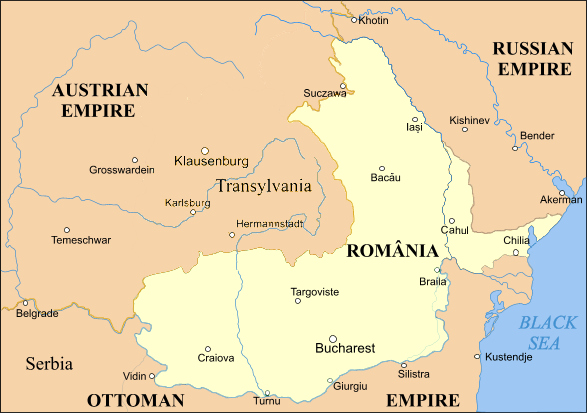
Roemenië na de vereniging

Tijdens het Oostenrijks-Hongaars bestuur van Transsylvanië, en het Ottomaanse bestuur van Moldavië en Walachije, werden de Roemenen in eigen land steeds meer behandeld als tweederangsburgers, of helemaal niet als burgers.
In sommige steden in Transsylvanië, zoals Brașov (Kronstadt, toen het door de Zevenburger Saksen werd bewoond) mochten de Roemenen niet binnen de stadsmuren komen.
De Roemenen zochten hulp bij de Russen, waarvan ze dachten dat die een volk met hetzelfde geloof zouden helpen tegen het islamitische Ottomaanse Rijk. Maar het had geen nut, want de Russen hadden Bessarabië geannexeerd (1812) van Moldavië en dus werd verwacht dat Walachije en Moldavië alleen maar zouden worden veroverd.
Ook de Oostenrijkers hadden delen geannexeerd van Walachije en Moldavië (Oltenië 1718-1739 en Boekovina 1775) en sindsdien begonnen de Roemenen ook hulp te zoeken in het westen.
Net zoals in vele Europese landen, hadden Transsylvanië, Moldavië en Walachije met een revolutie te maken in 1848. Tudor Vladimirescu vocht voor de onafhankelijkheid maar er gebeurde niet veel.
In 1859 lukten het Walachije en Moldavië zich onafhankelijk te verklaren van de Ottomanen en kozen dezelfde vorst, Alexander Johan Cuza, maar werden niet erkend door Frans Jozef I van Oostenrijk. Sultan Abdülaziz - in naam nog altijd Alexander Johans suzerein - erkende deze uiteindelijk op 23 december 1861, waarna Moldavië en Walachije op 24 januari 1862 formeel werden verenigd tot Roemenië met als hoofdstad Boekarest.
Transsylvanië bleef tot Oostenrijk-Hongarije behoren, maar er kwam wel vooruitgang voor de grote minderheid Roemenen in Transsylvanië. In 1861 werd de ASTRA (Transsylvaanse vereniging voor Roemeense literatuur en cultuur) in Sibiu (toen Hermannstadt) opgericht die de belangen van de Roemenen in Transsylvanië zou behartigen.